# Nancy Astor

Nancy Astor

Nancy Witcher Astor, geboren als Nancy Witcher Langhorne (Danville (Virginia), 19 mei 1879 - Grimsthorpe, 2 mei 1964) was een Britse politica en feministe van Amerikaanse komaf.
Astor werd geboren als dochter van een spoorwegmagnaat. In 1897 trouwde zij met Robert Gould Shaw bij wie zij een zoon kreeg. In 1903 scheidde zij van hem en vertrok naar Groot-Brittannië waar zij in 1906 trouwde met de rijke, van oorsprong Amerikaanse, Waldorf Astor; hij was voor de Conservatieve Partij lid van het Lagerhuis. Na de dood van zijn vader werd Waldorf Astor 2de burggraaf van Astor, en werd Nancy Astor automatisch burggravin Astor. Op 1 december 1919 werd Lady Astor het eerste vrouwelijke parlementslid van Engeland. Zij zou tot 1945 voor de Conservatieve Partij lid blijven van het Lagerhuis.
Tijdens haar lidmaatschap van het Lagerhuis zette zij zich vooral in voor de rechten van de vrouw en voor de kinderbescherming. In de jaren 30 was zij een groot voorstander van de appeasementpolitiek. In 1944 besloot zij zich niet meer kandidaat te stellen voor een parlementszetel.